# Trésor de Nagyszentmiklós

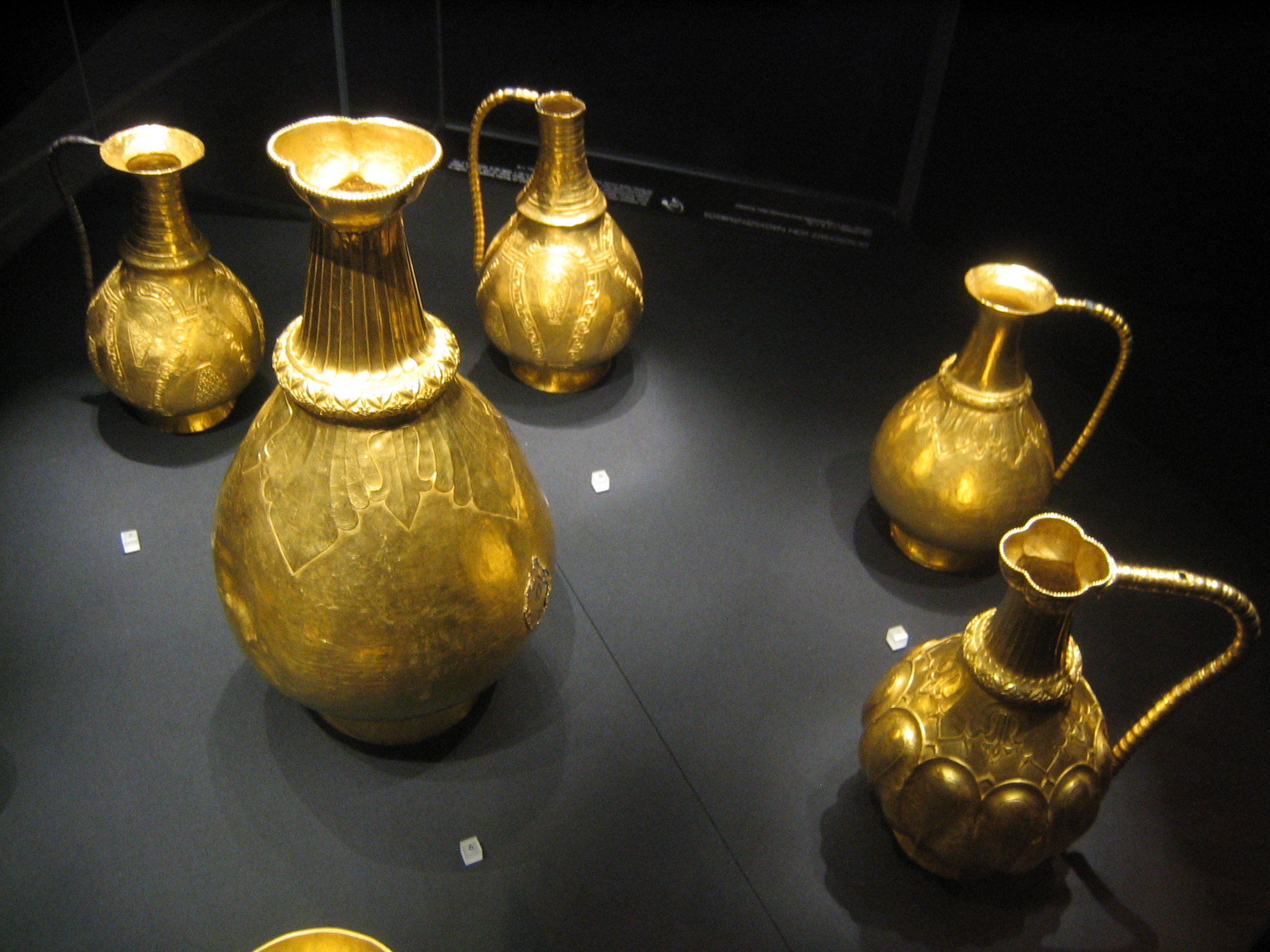
Vases du trésor de Nagyszentmiklós.

Le trésor de Nagyszentmiklós ou le trésor de Sânnicolau Mare  est la découverte archéologique de 1799 à Sânnicolau Mare  de 23 vases d'or médiéval pour un total de 9,945 kg.
Il est exposé au Kunsthistorisches Museum de Vienne en Autriche où le trésor a été transféré puisque c'était la capitale de l'Empire des Habsbourg.
Le trésor de Nagyszentmiklós, dont la coupe fait partie, se compose de 23 récipients en or décorés pesant environ 10 kg,, . Il a été trouvé en 1799 sur les rives de la rivière Aranca, près de Nagyszentmiklós (aujourd'hui Sânnicolau Mare dans le judet de Timiș, Roumanie),,, dans la région d'implantation des Avars dans le bassin des Carpates. Il a également été attribué aux Bulgares du Danube inférieur, mais l'opinion actuelle est que le trésor est d'origine avare et étroitement lié à la culture avare,,.
Les objets ont été fabriqués par des artisans spécialisés aux VIIe siècle et VIIIe siècle, et ont été thésaurisés par des seigneurs locaux,. Le trésor a été "utilisé" et enterré pour la dernière fois dans la seconde moitié du VIIIe siècle ou peut-être au début du IXe siècle,. Il a ainsi pu être enterré à l'occasion ou dans le mouvement de la prise du ring avare par le duc de Frioul, Éric, en 796 dans le contexte des campagnes militaires menées par les francs contre les avares.
Certains de ces récipients portent des inscriptions de l'alphabet de l'Orkhon. Des caractères similaires se retrouvent sur un étui à aiguilles en os, exhumé dans le cimetière de l'Avar tardif de Szarvas (dans le comté de Békés, en Hongrie) et daté de la seconde moitié du VIIIe siècle,. Sur la base de ces preuves, certains chercheurs ont proposé une date similaire pour les inscriptions de Nagyszentmiklós,

Pièces du  trésor de Nagyszentmiklós
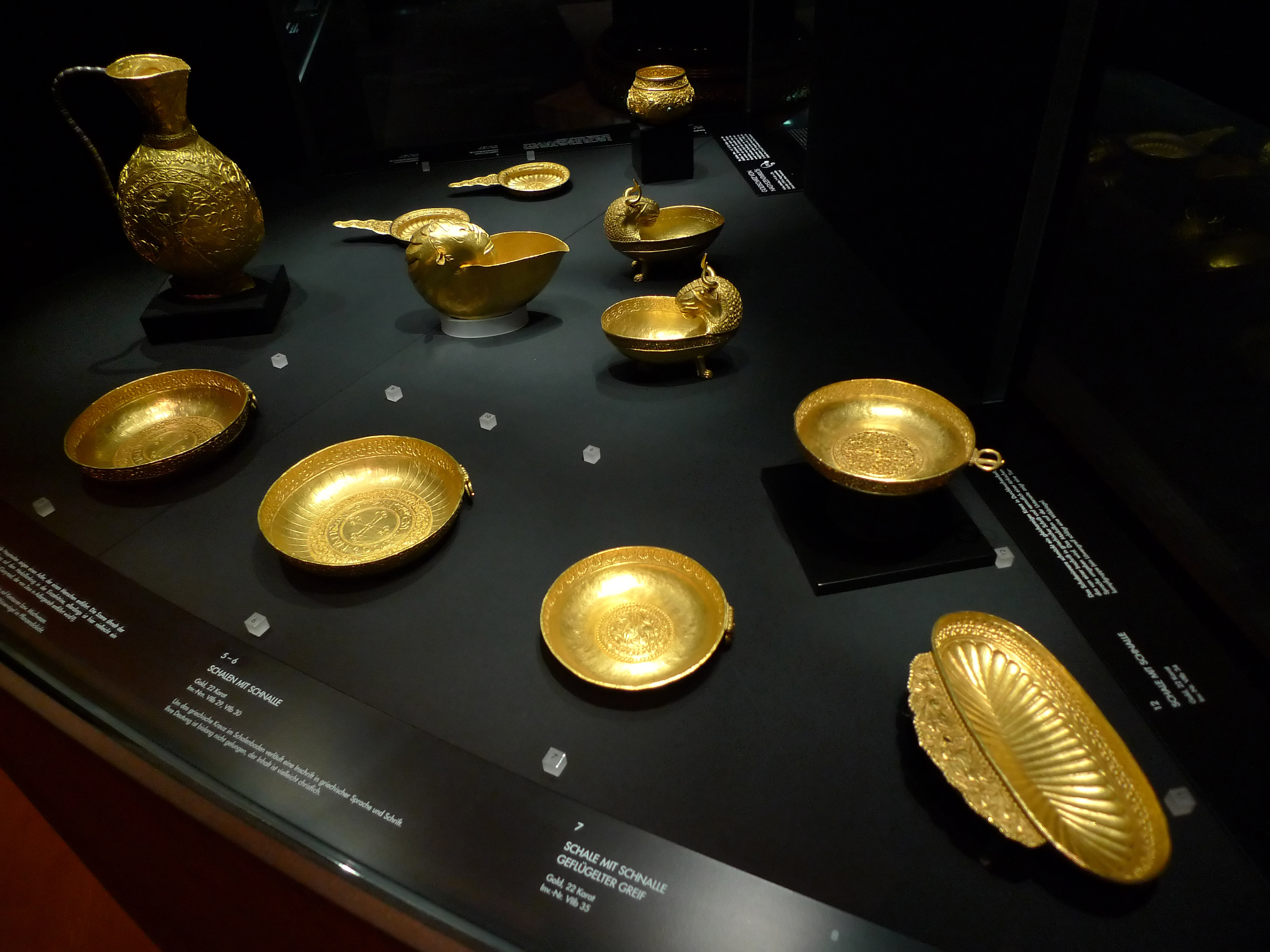
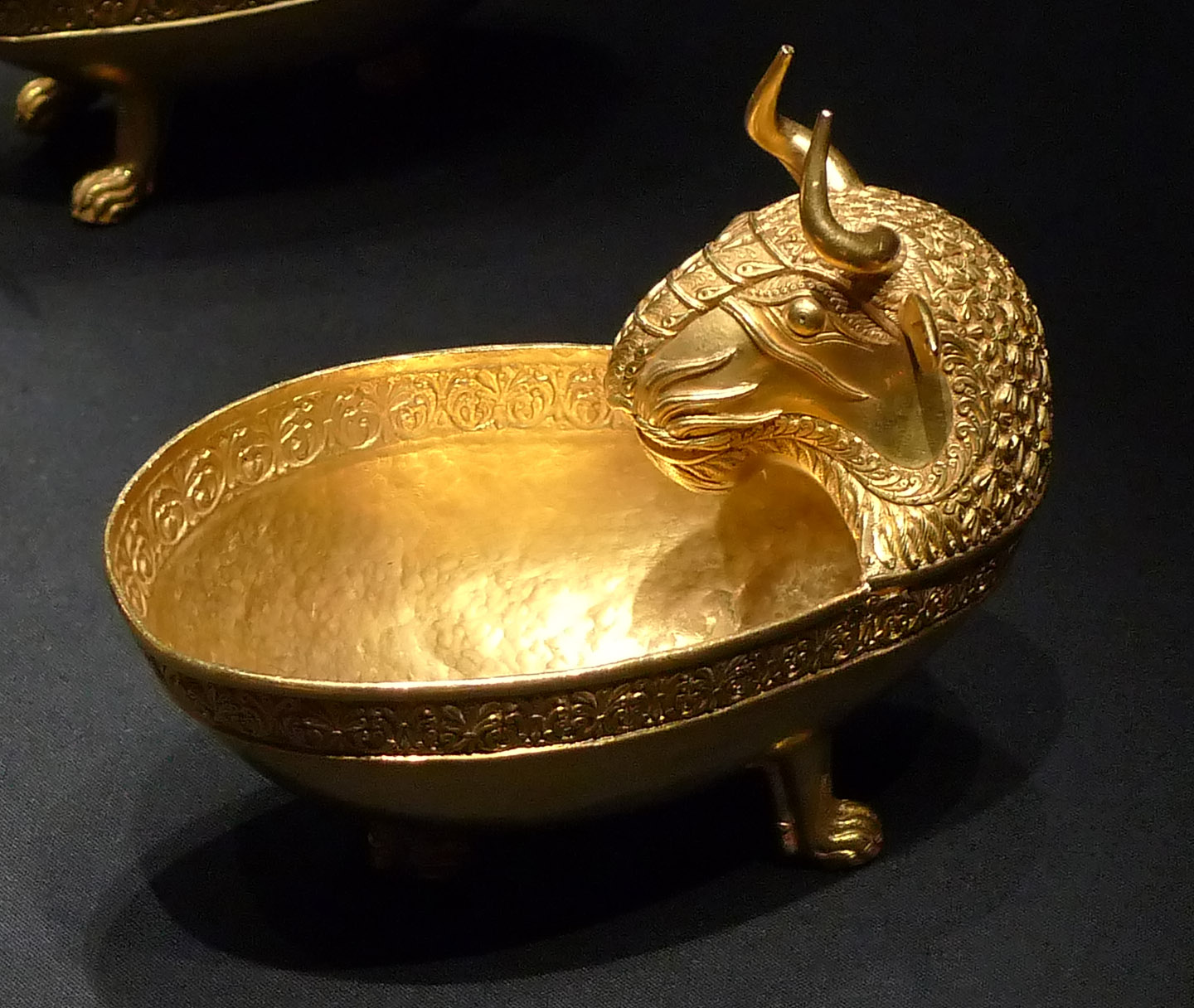
Vase en forme de tête de taureau
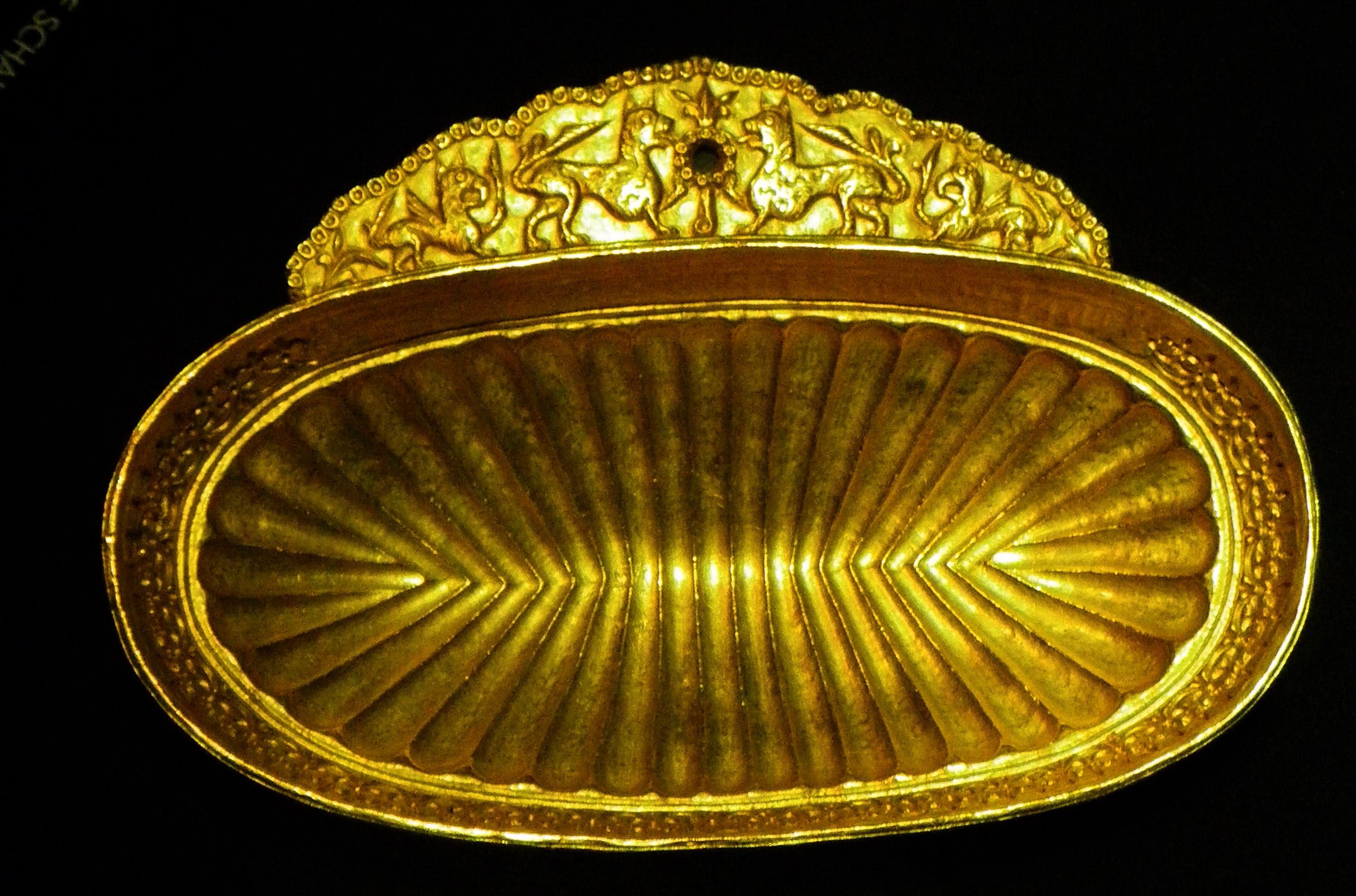
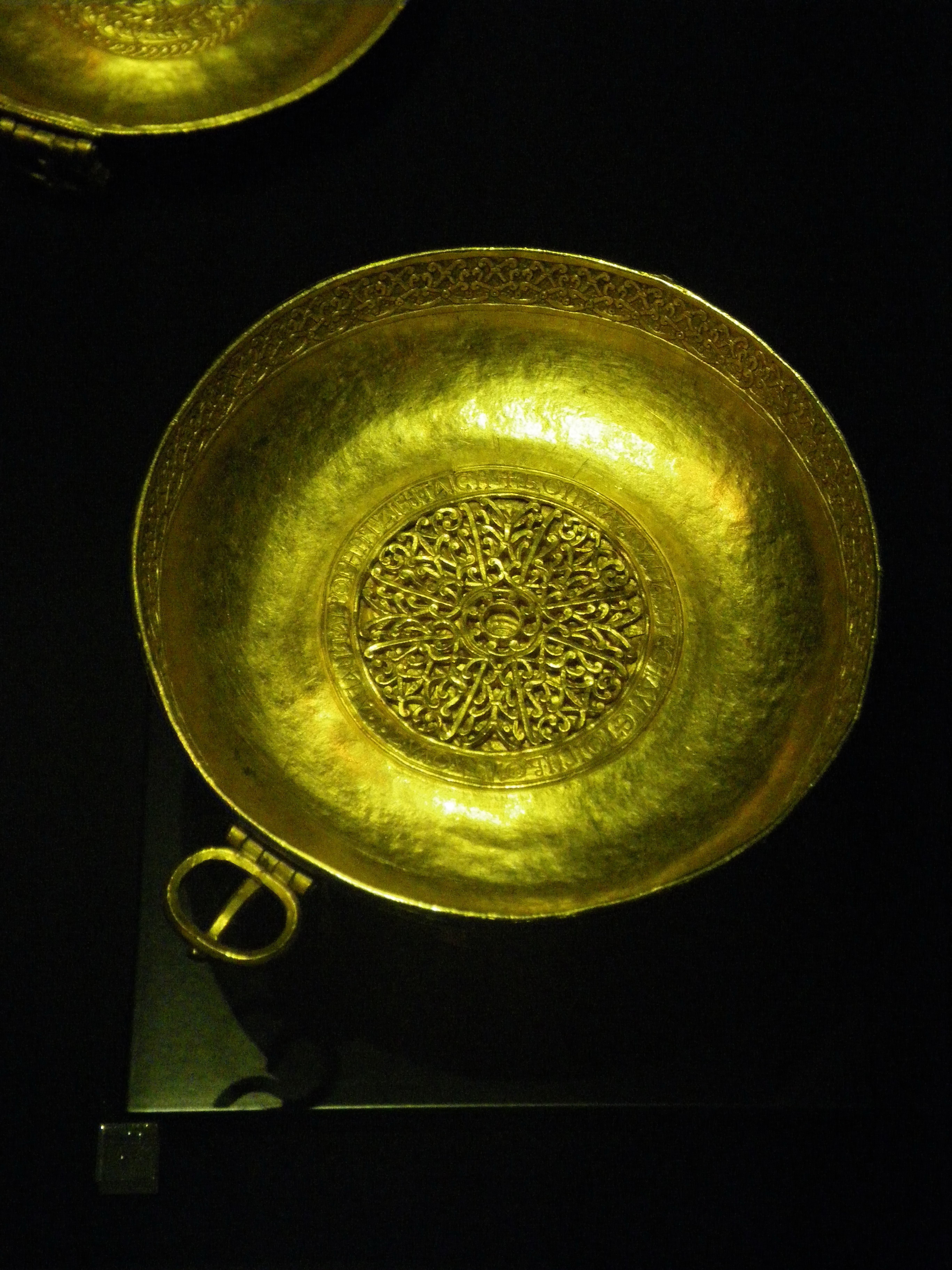
Bol avec une inscription